# Municipio de Watalula
El municipio de Watalula (en inglés: Watalula Township) es un municipio ubicado en el condado de Franklin en el estado estadounidense de Arkansas. En el año 2010 tenía una población de 525 habitantes y una densidad poblacional de 11,19 personas por km².

## Geografía
El municipio de Watalula se encuentra ubicado en las coordenadas 35°35′17″N 93°49′35″O / 35.58806, -93.82639. Según la Oficina del Censo de los Estados Unidos, el municipio tiene una superficie total de 46.91 km², de la cual 46,91 km² corresponden a tierra firme y (0 %) 0 km² es agua.

## Demografía
Según el censo de 2010, había 525 personas residiendo en el municipio de Watalula. La densidad de población era de 11,19 hab./km². De los 525 habitantes, el municipio de Watalula estaba compuesto por el 96 % blancos, el 1,14 % eran amerindios, el 1,52 % eran asiáticos y el 1,33 % eran de una mezcla de razas. Del total de la población el 0,95 % eran hispanos o latinos de cualquier raza.